# Trichophaea gregaria
Trichophaea gregaria (Rehm) Boud. – gatunek grzybów należący do klasy kustrzebniaków (Pezizomycetes).

## Systematyka i nazewnictwo
Pozycja w klasyfikacji według Index Fungorum: Trichophaea, Pyronemataceae, Pezizales, Pezizomycetidae, Pezizomycetes, Pezizomycotina, Ascomycota, Fungi.
Po raz pierwszy opisał go w 1872 r. Heinrich Rehm, nadając mu nazwę Humaria gregaria. Obecną nazwę nadał mu w 1907 r. Jean Louis Émile Boudier. Ma około 20 synonimów. Niektóre z nich:
- Lachnea gregaria (Rehm) Cooke 1876
- Sarcoscypha gregaria (Rehm) Rehm 1895
- Scutellinia gregaria (Rehm) Kuntze 1891

## Występowanie i siedlisko
Podano występowanie Trichophaea gregaria w Ameryce Północnej, Europie i Azji. Występuje również w Polsce. Do 2006 r. podano jedno stanowisko, ale w późniejszych latach podano ich wiele. Najbardziej aktualne stanowiska podaje internetowy atlas grzybów. Znajduje się w nim na liście gatunków zagrożonych i wartych objęcia ochroną.
Grzyb nadrzewny występujący na drewnie drzew liściastych.